# Michael Pavone
Michael "Mike" Pavone é uma personalidade de wrestling profissional, que atualmente trabalha como Vice-Presidente Executivo do WWE Studios, subsidiário responsável por filmes da WWE, e também como roteirista da mesma empresa.